# US Open 2011 - Quad singolare
David Wagner era il detentore del titolo e ha battuto in finale Peter Norfolk che si è ritirato sul punteggio di 7–5, 3–1.

## Tabellone

### Legenda
| - Q = Qualificato - WC = Wild card - LL = Lucky loser | - ALT = Alternate - SE = Special Exempt - PR = Protected Ranking | - w/o = Walkover - r = Ritirato - d = Squalificato |

### Finale
|  | Finale |               |   |   |   |  |
|  |        |               |   |   |   |  |
|  | 1      | David Wagner  | 7 | 3 |   |  |
|  | 2      | Peter Norfolk | 5 | 1 | r |  |

### Round Robin
|   |               | David Wagner | Gershony         | Nick Taylor      | Norfolk  | RR W–L | Set W–L | Game W–L | Classifica |
| 1 | David Wagner  |              | 3–6, 1–6         | 6–0, 6–2         | 6–4, 6–2 | 2–1    | 4–2     | 28–20    | 1          |
|   | Noam Gershony | 6–3, 6–1     |                  | 7–5, 4–6, 6(3)–7 | 5–7, 2–6 | 1–2    | 3–4     | 36–35    | 3          |
|   | Nick Taylor   | 0–6, 2–6     | 5–7, 6–4, 7–6(3) |                  | 2–6, 5–7 | 1–2    | 2–5     | 27–42    | 4          |
| 2 | Peter Norfolk | 4–6, 2–6     | 7–5, 6–2         | 6–2, 7–5         |          | 2–1    | 4–2     | 32–26    | 2          |

La classifica viene stilata in base ai seguenti criteri: 1) Numero di vittorie; 2) Numero di partite giocate; 3) Scontri diretti (in caso di due giocatori pari merito ); 4) Percentuale di set vinti o di games vinti (in caso di tre giocatori pari merito ); 5) Decisione della commissione.